# Uncaria rhynchophylla
Uncaria rhynchophylla là một loài thực vật có hoa trong họ Thiến thảo. Loài này được (Miq.) Miq. ex Havil. miêu tả khoa học đầu tiên năm 1897.

## Hình ảnh

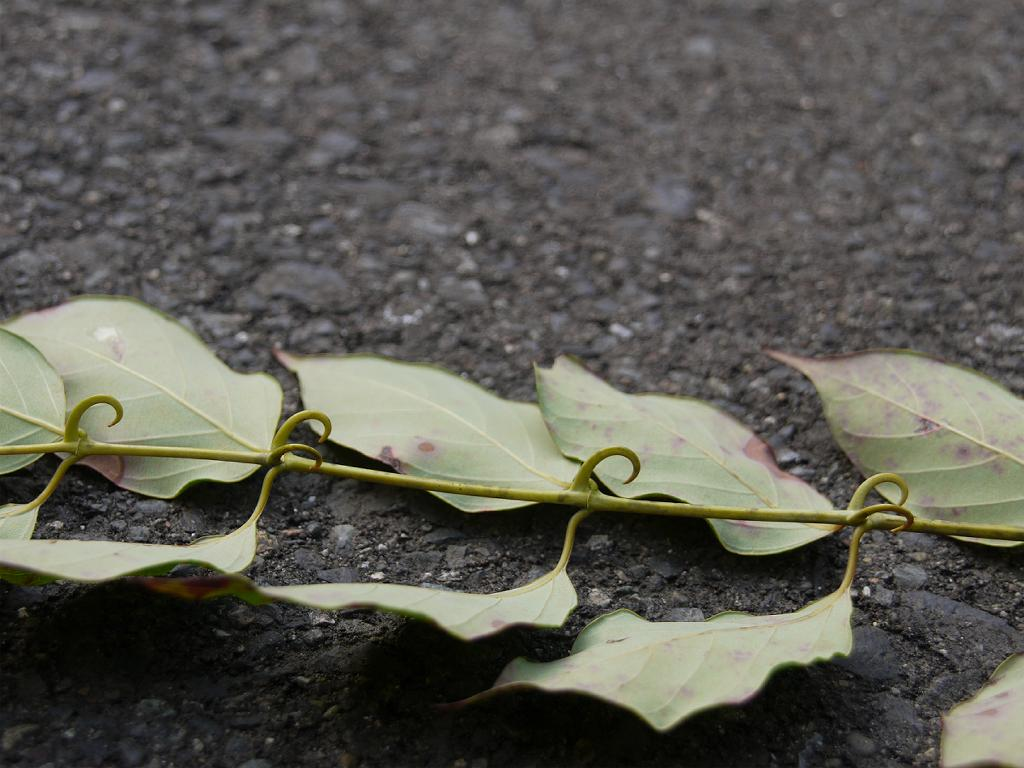